# Piasek wulkaniczny
Piasek wulkaniczny – drobny materiał piroklastyczny, powstający podczas wybuchu wulkanu z rozpylonej w powietrzu lawy i skał wyrwanych z podłoża. Kategoryzowany jest tu materiał o średnicy ziaren od 0,05 mm do 2 mm, czyli grubsze frakcje popiołu wulkanicznego.